# Irene Worth
Irene Worth is de artiestennaam van de Amerikaanse actrice Harriet Elizabeth Abrams (Fairbury, 23 juni 1916 – New York, 10 maart 2002). Ze won in 1959 een BAFTA Award voor haar hoofdrol als Leonie in de oorlogs-dramafilm Orders to Kill. Ook werd ze twee keer genomineerd voor een Primetime Emmy Award; in 1990 voor haar bijrol als Dolly Keeling in The Shell Seekers (een televisiefilm uit de anthologieserie Hallmark Hall of Fame) en in 1996 voor haar eenmalige bijrol als Florence Dunthorpe Mellon in de komedieserie Remember WENN. Worth won drie Tony Awards voor beste actrice in een toneelstuk: in 1965 voor haar rol in Tiny Alice, in 1976 voor die in Sweet Bird of Youth en in 1991 voor die in Lost in Yonkers.
Worth werd in 1975 benoemd tot Commandeur in de Orde van het Britse Rijk voor haar verdiensten voor drama.

## Filmografie
*Exclusief acht televisiefilms
- Onegin (1999) – prinses Alina
- Just the Ticket (1999) – mrs. Haywood
- Lost in Yonkers (1993) – oma Kurnitz
- Fast Forward (1985) – Ida Sabol
- Forbidden (1984) – Ruth Friedländer
- Deathtrap (1982) – Helga ten Dorp
- Eyewitness (1981) – mrs. Sokolow
- Rich Kids (1979) – moeder van Madeline
- Nicholas and Alexandra (1971) – koningin-moeder Marie Fedorovna
- King Lear (1971) – Goneril
- Il dominatore dei 7 mari (1962) – koningin Elizabeth I
- The Scapegoat (1959) – Francoise
- Orders to Kill (1958) – Léonie
- Secret People (1952) – miss Jackson
- Another Shore (1948) – Bucksie Vere-Brown
- One Night with You (1948) – Lina Linari

## Televisieseries
*Exclusief eenmalige gastrollen
- ITV Play of the Week – verschillende rollen (3 afl., 1957/1958/1966)
- BBC Sunday-Night Theatre – verschillende rollen (5 afl., 1953-1955)

## Privé
Worth is nooit getrouwd.